# عائشة السيفي
عائشة السيفي، شاعرة عمانية، من مواليد مدينة نزوى عام 1987. حاصلة على لقب أمير الشعراء.

## دراستها الأكاديمية
درسَت السيفي الهندسة المدنية في "جامعة السلطان قابوس"، ومن ثم حصلت على شهادة الماجستير من "كلية لندن الجامعية" في تخصص الهندسة والتنمية الدولية .
بعد تخرجها من الجامعة التحقت بشركة هولندية متخصصة في الموانئ، ومنها تخصصت في هندسة الموانئ، تحديداً في تصميمها، ووفي عام 2019 عادت إلى عُمان لتتجه إلى القطاع اللوجيستي، وعملت في جهاز البرنامج الوطني للاستثمار كنائبة للرئيس.

## حياتها الشعرية
بدأت محاولاتها الشعرية في المراحل الأولى من دراستها، وبدأت السيفي سنة 2005 بنشر أولى قصائدها عبر الصحف العمانية والعربية، وشاركت في عدة مهرجانات عربية ودولية في كل من آسيا وأوروبا وأفريقيا.
أصدرت 4 مجموعات شعرية هي: «البحر يبدّل قمصانه» 2014، و«أحلام البنت العاشرة» 2016، و«لا أحبّ أبي» 2017، و«في الثلاثين من نخلها» 2022، وبالإضافة إلى الشعر، تنشر عائشة السيفي مقالات عبر مدونتها الإلكترونية «حريّة بثمن الخبز».
نالت عائشة منذ انطلاقتها جوائز في المسابقات الجامعية ومن وزارة التراث والثقافة العمانية، والمنتدى الأدبي ومهرجان الشعر العُماني السادس، كما أنها عضو في جمعية الكتاب والأدباء العُمانيين، وجماعة الخليل للأدب.

## برنامج أمير الشعراء
شاركت السيفي في الموسم العاشر من برنامج أمير الشعراء، وهو برنامج أدبي يأخذ شكل مسابقة في مجال الشعر العربي تنظمه لجنة إدارة المهرجانات والبرامج الثقافية والتراثية بإمارة أبوظبي كل عامين، وكانت أول امرأة عربية تحصد لقب "أميرة الشعراء"، جيث شهدت لأول مرة في تاريخها تتويج أميرة للشعراء بنتيجة 71% وجائزة قدرها مليون درهم إماراتي، بالإضافة إلى بردة الشعر وخاتمه.

## أشعارها
أهدت السيفي فوزها بلقب أمير الشعراء لوطنها وأبنائه ولأهل الخليج ولكل النساء. وقالت في تغريدة عبر حسابها على تويتر:
سوى ليصيرَ تُرابي عُمانْ
هذه لكم يا أهل عُمان ويا أهل الخليج
يا أمّة الشعراء ويا أحفاد الشاعرات
هذه لكل النساء اللواتي حملت أصواتهن في قصائدي
."
من قصائدها الأخرى:
خُذوا حفنَةً من تُرابِ دَمِي
وارحَلوا كالغُبارِ الخَفيفِ الذي يُحرِجُ الأرضَ في ليلَةِ العاصِفَةْ
واتْرُكوا لي الكمَنجَاتِ
كيْ أستَعينَ بها في ليَالي البُكاءِ التيْ تتفجَّرُ فيهَا القصَائدُ بالعاطِفَة ْ
لهذي البلادِ
سأترك قلبيْ يغنّي وحيداً...